# Прапор Воронова
Пра́пор Во́ронова — офіційний символ села Воронів, Городенківського району Івано-Франківської області, затверджений 5 березня 2003 р. рішенням VII сесії Незвиської сільської ради IV скликання.
Автори — Андрій Гречило та Я. Левкун.

## Опис
Квадратне полотнище, з нижніх кутів до середини верхнього краю йде білий клин, на якому синя підкова вухами догори, на синьому полі від древка — жовта восьмипроменева зірка, із вільного краю — біла квітка вишні.

## Зміст
Підкова символізує щастя, добробут. Зірка уособлює Богородицю, яка є покровителькою місцевої церкви. Квітка вказує на багатство й красу навколишньої природи.